# Crew Dragon Resilience
Crew Dragon Resilience (Dragon C207) es una nave espacial Crew Dragon fabricada por SpaceX y construida bajo el Programa de Tripulación Comercial de la NASA. En noviembre de 2020, se puso en órbita a la ISS como parte de la misión Crew-1. Con indicaciones de la tripulación, Resilience se acopló de forma autónoma a la estación a las 04:01 UTC del 17 de noviembre de 2020, en su segundo día de la misión, lo que marcó el primer acoplamiento de una Crew Dragon operativa y el primer acoplamiento operativo del Programa de tripulación comercial. La misión llevó a cuatro miembros de la Expedición 64 que sumados a los tres que ya estaban en la estación, conformaron la primera tripulación permanente de 7 miembros de la historia de la ISS.
La Resilience regresó a la Tierra el 2 de mayo de 2021 finalizando así la misión Crew-1, y poco después comenzó la remodelación antes de su próxima misión, la Inspiration4 que se lanzó el 16 de septiembre de 2021, y en la que se cambió el adaptador de acoplamiento por una cúpula de cristal para el disfrute de unas mejores vistas de la tierra por parte de la primera tripulación turística completamente no profesional. Actualmente está en procesamiento para la realización de su tercera misión Misión Axiom 1, que será la primera misión de la empresa Axiom Space, encargada de la realización de misiones comerciales a la ISS por parte de la NASA.

## Historia
Originalmente estuvo planeada para volar después de la misión Crew-1, la Crew Dragon C207 fue reasignada para volar en esta misión después de que una anomalía durante una prueba de fuego estático destruyera la cápsula C204, utilizada en la misión Crew Dragon Demo-1 y destinada a ser reutilizada en la Prueba de Aborto en Vuelo de Crew Dragon. La nave espacial C205 destinada a ser utilizada en la misión Demo-2 fue el reemplazo de la nave espacial destruida para la prueba de aborto en vuelo. Quedando así la Crew Dragon C206 Endeavour, destinada en principio a ser utilizada con la misión Crew-1, fue reasignada a la misión Demo-2.
El 1 de mayo de 2020, SpaceX dijo que la nave espacial C207 estaba en producción y que el entrenamiento de astronautas estaba en curso. Crew Dragon C207 llegó a las instalaciones de procesamiento de SpaceX en Florida el 18 de agosto de 2020.
En una conferencia de prensa de la NASA realizada el 29 de septiembre de 2020, el comandante Michael Hopkins reveló que la nave C207 había sido nombrada Resilience. El maletero se adjuntó y aseguró a la cápsula el 2 de octubre de 2020 en Cabo Cañaveral.
La Resilience se lanzó por primera vez el 16 de noviembre de 2020 (UTC) en un cohete Falcon 9 desde el Centro Espacial Kennedy (KSC), LC-39A, que transportaba a los astronautas de la NASA Michael Hopkins, Victor Glover y Shannon Walker, y al astronauta JAXA Soichi Noguchi en una misión de seis meses a la Estación Espacial Internacional. 
El adaptador de acoplamiento, que normalmente se utiliza para acoplar a la Estación Espacial Internacional, fue reemplazado por una ventana de vidrio abovedada para la misión Inspiration4. Esto permite vistas de 360 grados del espacio y la Tierra, similares a las proporcionadas por el Módulo Cupola en la ISS.

## Vuelos
| Misión       | Insignia | Fecha de lanzamiento (UTC)        | Fecha de aterrizaje (UTC)       | Tripulación                                                                | Duración                      | Observaciones | Resultado |
| ------------ | -------- | --------------------------------- | ------------------------------- | -------------------------------------------------------------------------- | ----------------------------- | --- | --------- |
| Crew-1       |          | 16 de noviembre de 2020, 00:27:17 | 2 de mayo de 2021, 06:56:33     | - Michael Hopkins - Victor Glover - Soichi Noguchi - Shannon Walker        | 167 días, 6 horas, 29 minutos | Misión de larga duración; terminado. Empaquetaron cuatro miembros de la Expedición 64 / 65 de la tripulación a la ISS. Primer vuelo operativo de Crew Dragon y del Programa de Tripulación Comercial.                                                                                            | Éxito     |
| Inspiration4 |          | 16 de septiembre de 2021, 00:02   | 18 de septiembre de 2021, 23:07 | - Jared Isaacman - Sian Proctor - Hayley Arceneaux - Christopher Sembroski | 2 días, 23 horas, 6 minutos   | Misión de turismo espacial contratada por Jared Isaacman en un esfuerzo por recaudar fondos para el Hospital de Investigación Infantil St. Jude. Aunque se la ha llamado la primera "misión espacial totalmente civil", Sería mejor decir " La primera misión con astronautas no profesionesles" | Éxito     |
| Polaris Dawn |          | julio de 2023                     |                                 | - Jared Isaacman - Scott Poteet - Sarah Gillis - Anna Menon                | 10 días                       | Primer vuelo de Crew Dragon del programa POLARIS de SpaceX. |           |